# Villa Atamisqui
Villa Atamisqui est une ville de la province de Santiago del Estero, en Argentine, et le chef-lieu du département homonyme. Elle est située sur le Rio Dulce, à 121 km au sud-est de la capitale provinciale.
La ville est spécialisée dans l'artisanat textile.